# Радиоелектронно противодействие
Радиоелектронното противодействие (РЕП), известно и като електронни противомерки (ЕПМ) представлява набор от специални електронни устройства и тяхното действие, предназначени да заблудят насочващите системи на ракети или други противовъздушни оръжия, лазерни и инфрачервени сензори, сонари, радари и т.н. Когато бъдат включени приятелските ЕПМ-системи, врагът може да вижда целта като няколко по-малки, или да се движи с променлива скорост на съвсем произволни места и др. Най-широка употреба този вид системи намират в авиацията като защитно средство срещу зенитни ракети. Монтират се на специални гнезда под крилете на самолета, в опашката или носа му.
Друг елемент от РЕП е определянето на местоположението на наземно базираните вражески радиостанции и радари чрез радиозасичане, и тяхното заглушаване.

## Специални ЕПМ-самолети
- EF-111 Рейвън
- EA-6B Проулър
- EA-18G Гроулър